# Klimaat van België
Het klimaat van België is een zogenaamd Cfb-klimaat, een gematigd zeeklimaat met milde winters en koele zomers. Daarbinnen is onderscheid te maken in mesoklimaten, waarbij de verschillen veroorzaakt worden door de afstand tot het water, het reliëf en de grondsoort, grotendeels overeenkomend met de verschillende landschapstypes. Binnen een mesoklimaat kunnen lokale klimaten voorkomen, zoals een stadsklimaat, een bosklimaat of op nog kleinere schaal microklimaten.

## Klimatogram
Klimatogram van Ukkel:
| Maand                       | jan  | feb  | mrt  | apr  | mei  | jun  | jul  | aug  | sep  | okt  | nov  | dec  | Jaar  |
| --------------------------- | ---- | ---- | ---- | ---- | ---- | ---- | ---- | ---- | ---- | ---- | ---- | ---- | ----- |
| Gemiddeld maximum (°C)      | 5,7  | 6,6  | 10,4 | 14,2 | 18,1 | 20,6 | 23,0 | 22,6 | 19,0 | 14,7 | 9,5  | 6,1  | 14,2  |
| Gemiddelde temperatuur (°C) | 3,3  | 3,7  | 6,8  | 9,8  | 13,6 | 16,2 | 18,4 | 18,0 | 14,9 | 11,1 | 6,8  | 3,9  | 10,5  |
| Gemiddeld minimum (°C)      | 0,7  | 0,7  | 3,1  | 5,3  | 9,2  | 11,9 | 14,0 | 13,6 | 10,9 | 7,8  | 4,1  | 1,6  | 6,9   |
|                             |      |      |      |      |      |      |      |      |      |      |      |      |       |
| Neerslag (mm)               | 76,1 | 63,1 | 70,0 | 51,3 | 66,5 | 71,8 | 73,5 | 79,3 | 68,9 | 74,5 | 76,4 | 81,0 | 852,4 |
| Bron: KMI: (1981-2010)      |      |      |      |      |      |      |      |      |      |      |      |      |       |

## Temperatuur
Het klimaat wordt beïnvloed door de Noordzee die het gehele jaar de temperatuur matigt, waarbij zowel de dagelijkse als jaarlijkse temperatuursschommelingen toenemen richting het oosten. Aan de kust is het in de herfst- en wintermaanden doorgaans zachter weer dan in het oosten. In de zomer is het in het oosten dan weer gemiddeld warmer dan aan de kust. De gemiddeld koudste maand is in de meeste plaatsen januari, de warmste maand juli. Hoewel er de laatste jaren een stijging van de gemiddelde temperatuur is waar te nemen, is door de grote natuurlijke temperatuursfluctaties nog niet met zekerheid te zeggen of dit het gevolg is van een versterkt broeikaseffect.

## Zonuren en neerslag
Met ca. 1600 zonuren heeft de kust de meeste zonuren. Ondanks het imago van regenland, regent het gemiddeld slechts 7% van de tijd. In de zomer is er vooral op grasland een verdampingsoverschot, maar gemiddeld is er jaarlijks een neerslagoverschot, het grootst in de Hoge Venen, dat ook de natste regio van het land is.

## Weer
Het weer is sterk afhankelijk van de luchtsoort en de fronten die de verschillende luchtsoorten scheiden. Het meest voorkomend in België is van de Atlantische Oceaan afkomstige maritiem polaire lucht die in de zomer vochtig en koud is en vochtig en gematigd warm in de winter. Bij een stormachtige noordwestenwind zorgt de maritieme arctische lucht voor buiig, guur weer. Uit Rusland en Siberië wordt zomers warm en droge continentale polaire lucht aangevoerd. In de winter is deze koud en droog. Warme maritiem tropische lucht zorgt in de winter veel voor mist en in de zomer voor onweer. Continentaal tropische lucht is warm en droog.